# イスラエル国立植物園
座標: 北緯31度47分37.06秒 東経35度14分39.11秒 / 北緯31.7936278度 東経35.2441972度
イスラエル国立植物園 (National Botanic Garden of Israel - הגן הבוטני הלאומי ）は、エルサレムのスコーパス山、ヘブライ大学の敷地内にある国立の植物園。ヘブライ大学によって管理、運営されている。正式な名称は The Botanical Garden for the Native Plants of Israel in memory of Montague Lamport - הגן הבוטני לצמחי ארץ ישראל ע"ש מונטג'יו למפורט) である。

## 概要
イスラエル国立植物園はイギリス委任統治領パレスチナ時代のイスラエル地域において初めて設立された本格的な植物園で、その展示はイスラエルおよび中東地域の植物の多くを網羅している。運営元のヘブライ大学は1925年にスコーパス山に開校したが、この植物園は6年後の1931年に開園した。植物園の敷地内には、エルサレム第二神殿時代の墳墓がいくつか現存している。敷地の西には古代の小さな円形劇場も残されている。植物園はまた、イスラエルの国立公園および自然保護区の一部にもなっている。園内には、植物学に関する情報量ではイスラエル最大の図書館、自然に関する教室、気象台などの施設も併設されている。

## 画像

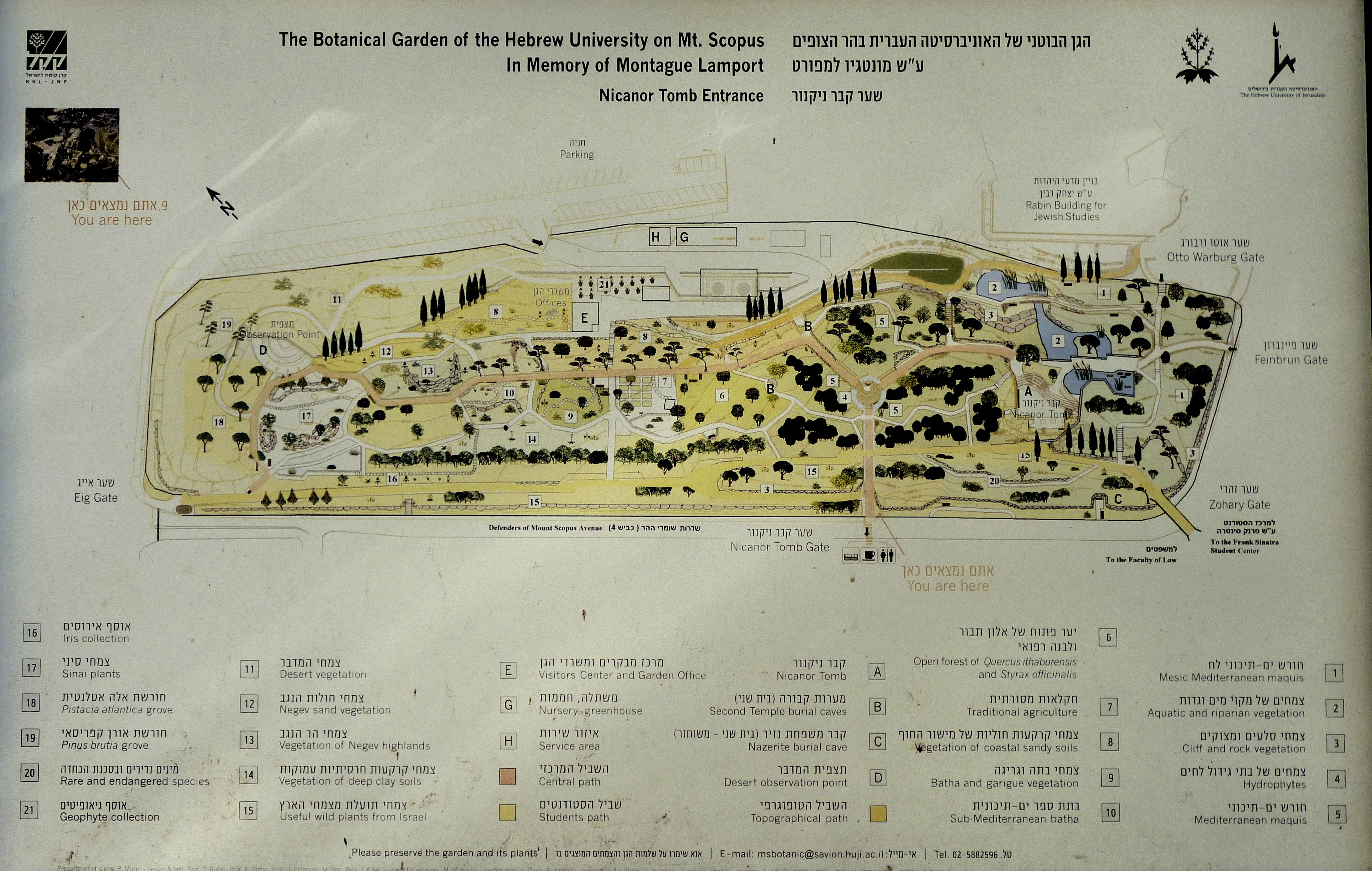
イスラエル国立植物園案内図
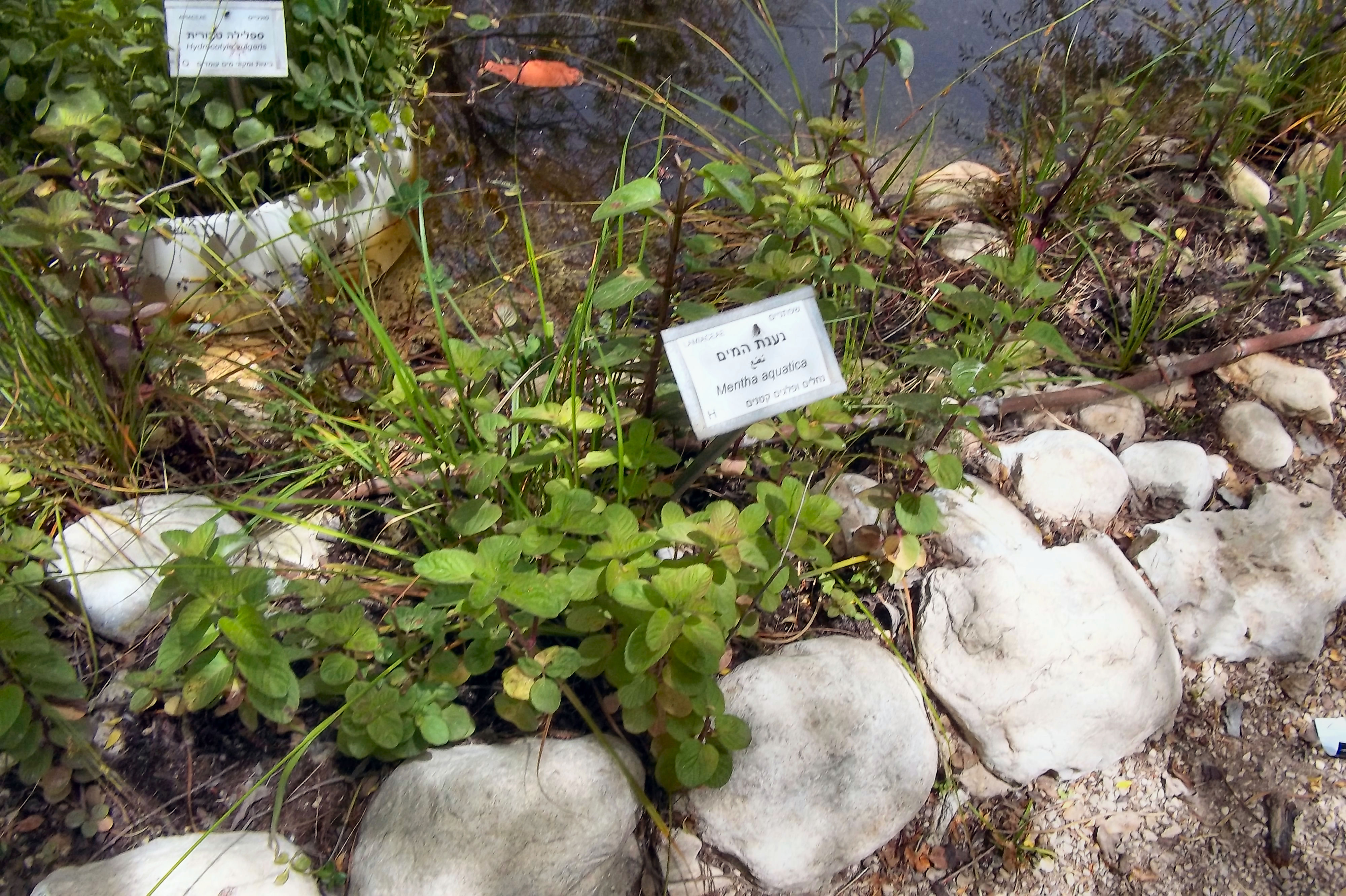
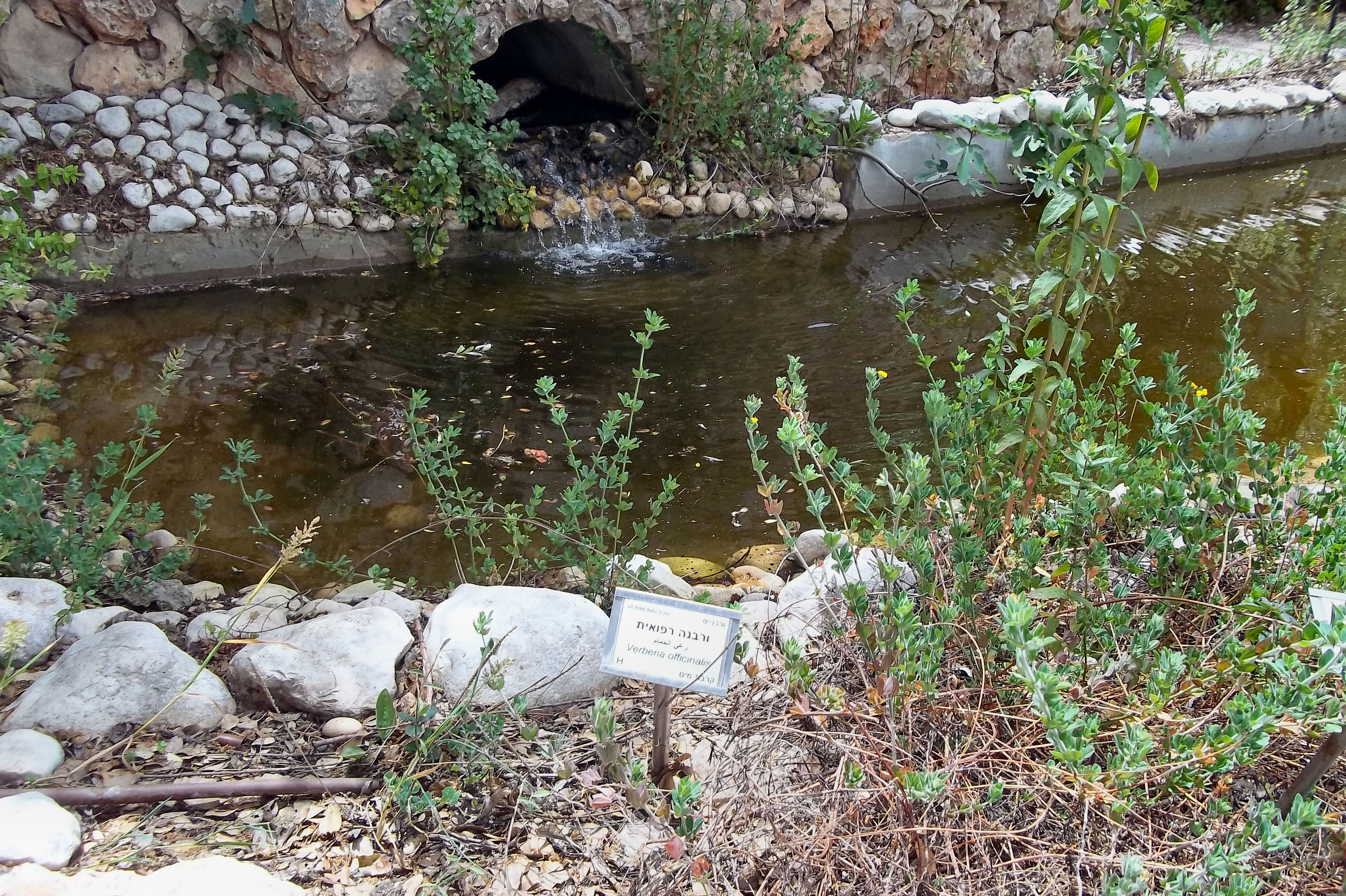
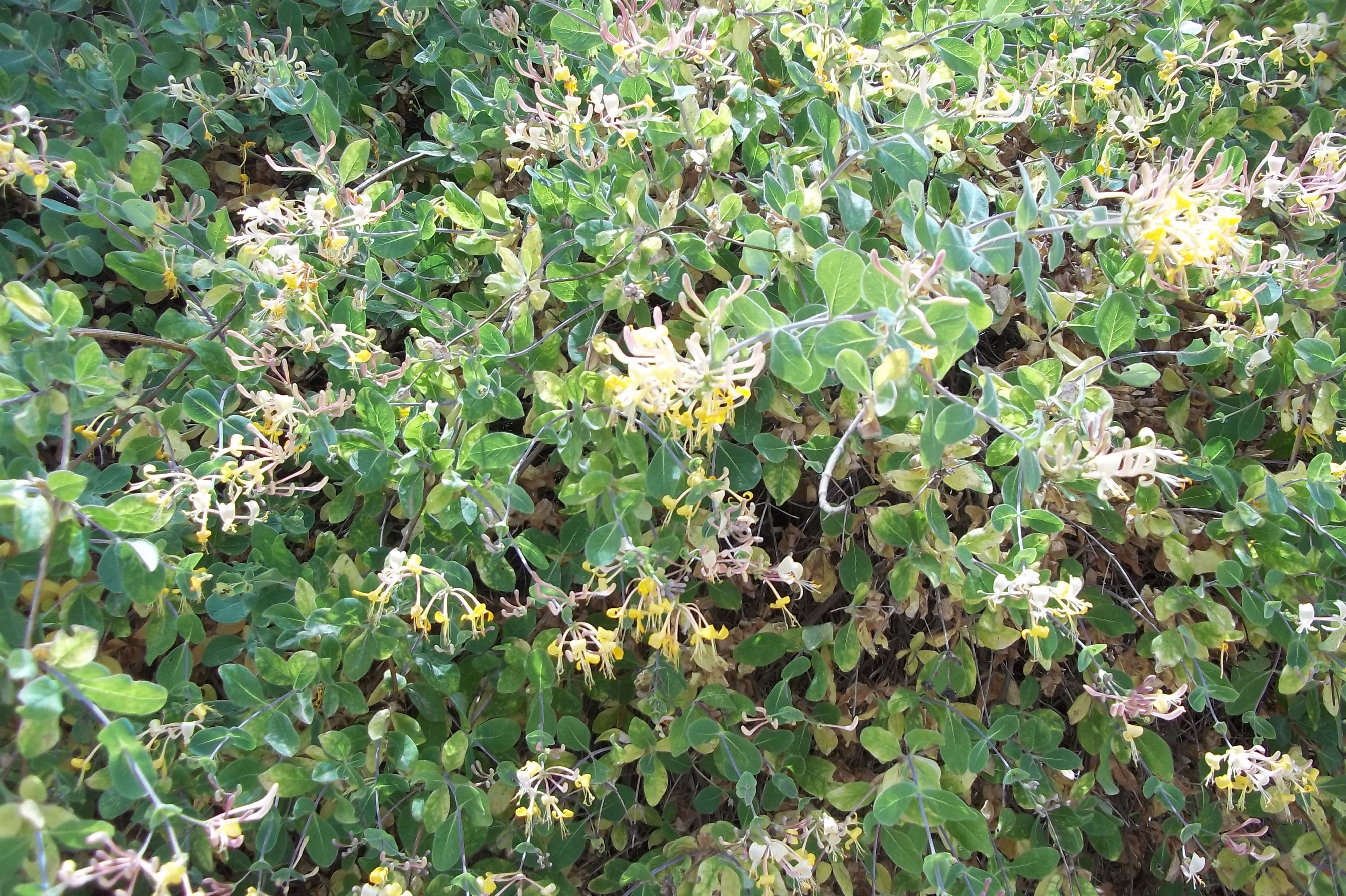
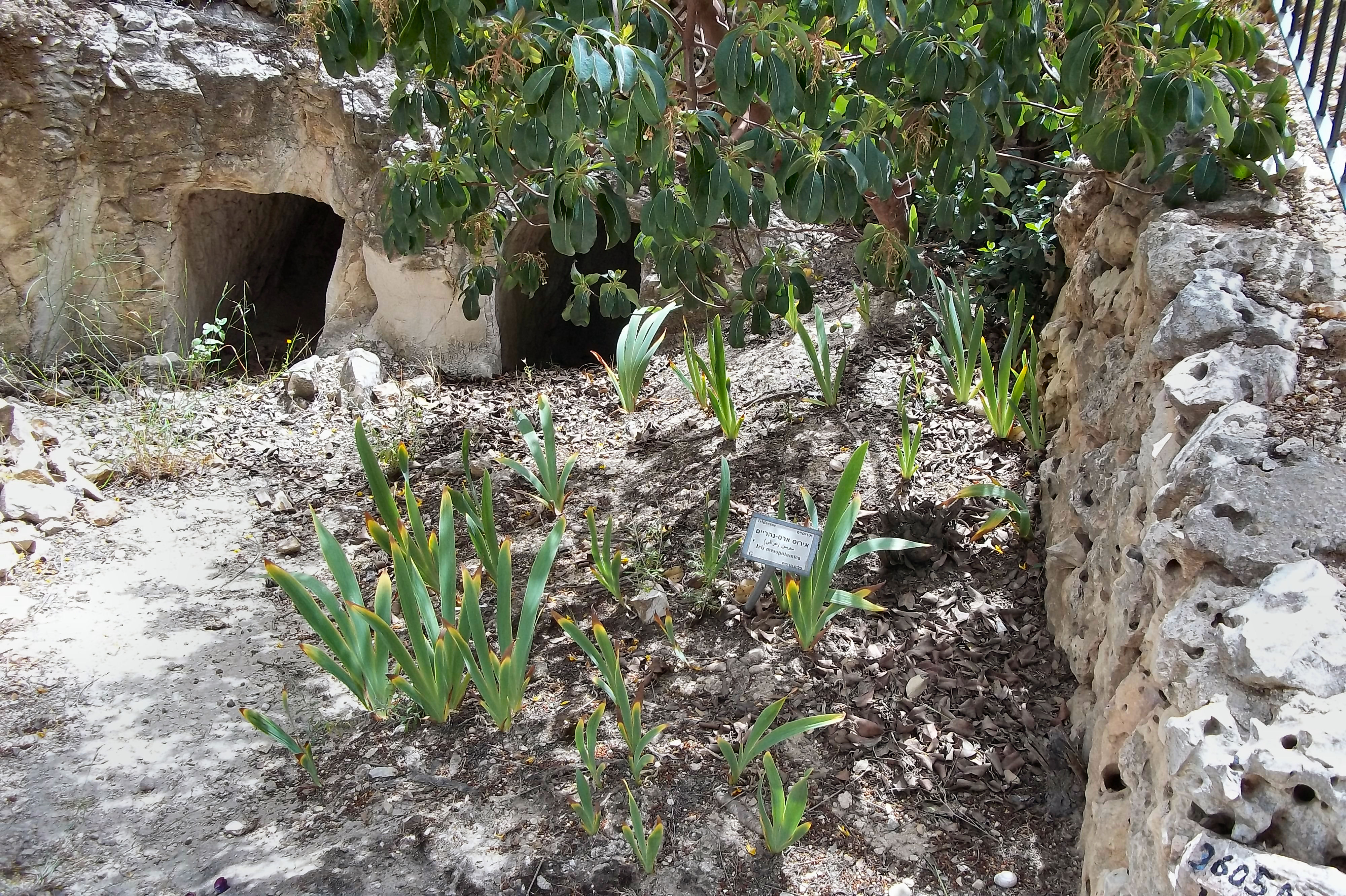
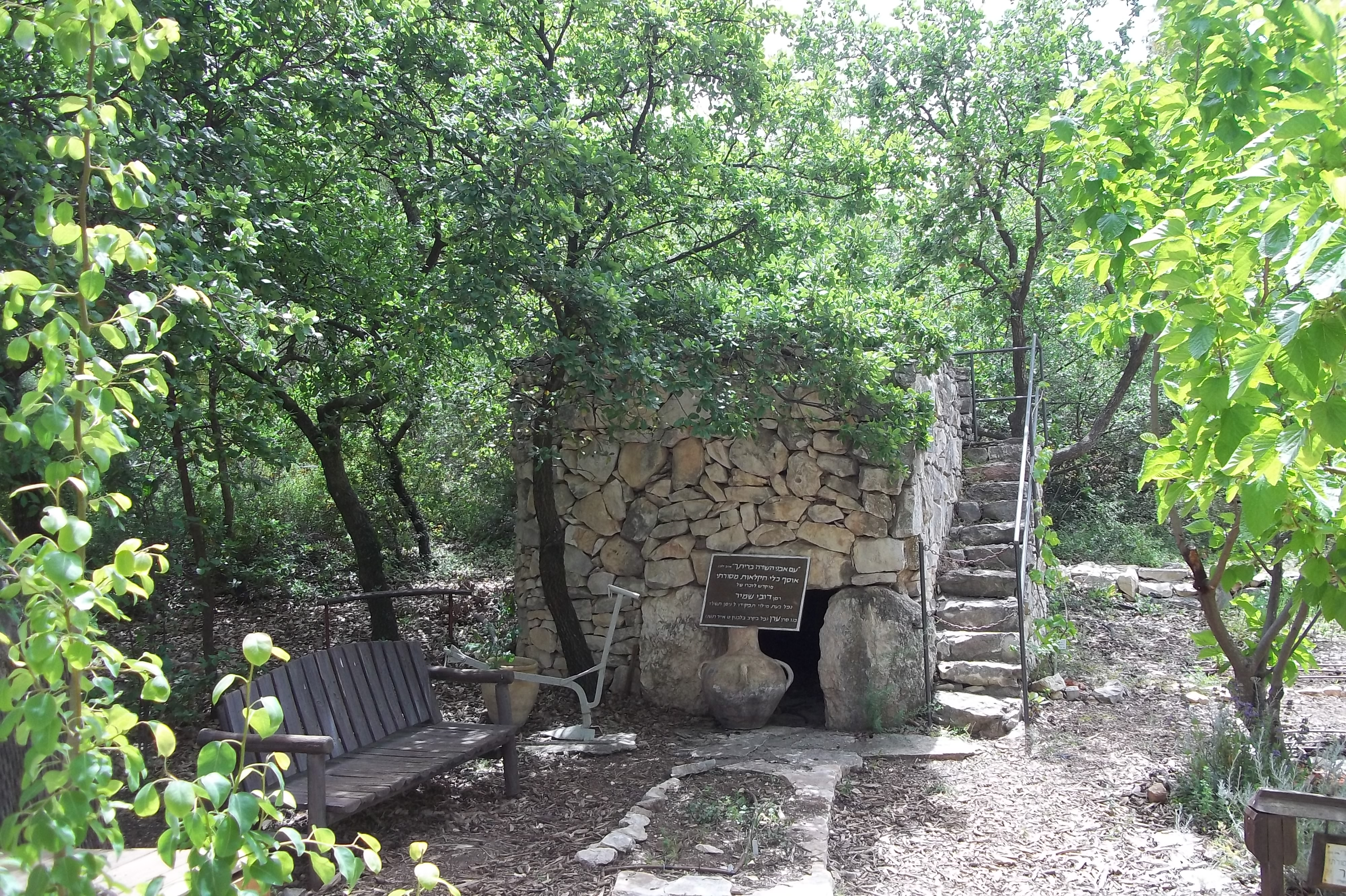
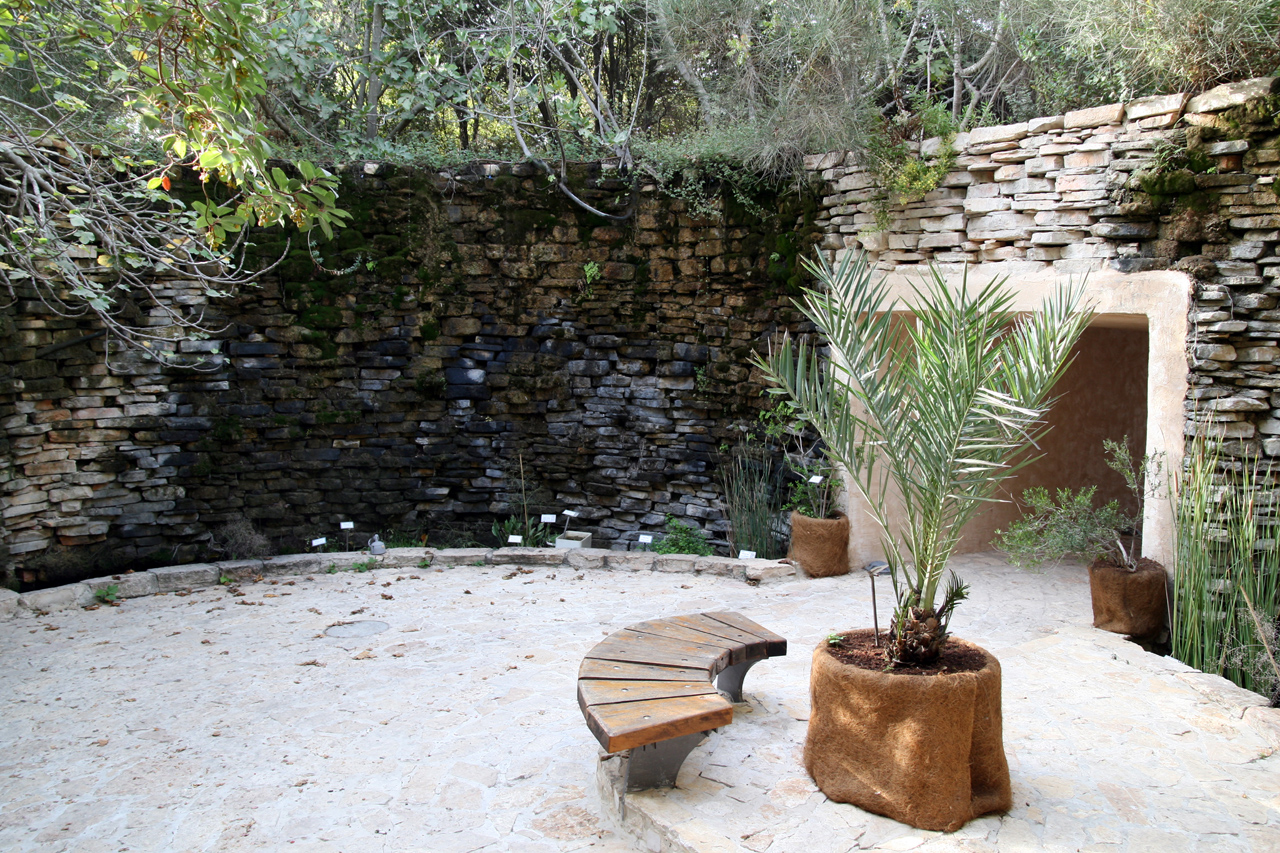
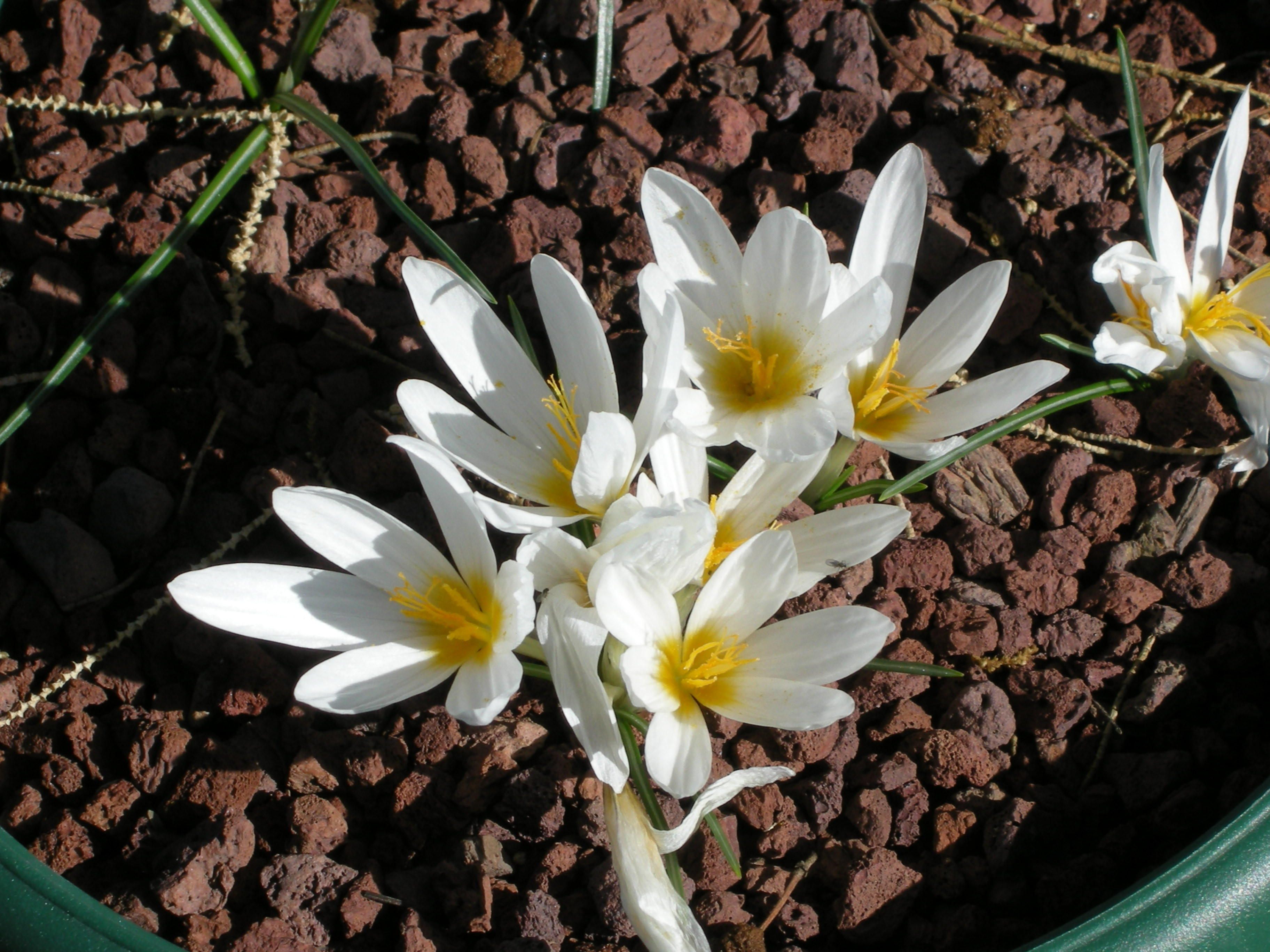